# Carl Schmeidler
Carl Friedrich Schmeidler (* 21. August 1859 in Kattowitz, Oberschlesien, Königreich Preußen; † 11. Mai 1935 in Breslau) war ein deutscher Musikdozent und Komponist in Berlin und Breslau.

## Leben und Wirken
Carl Schmeidler stammte aus einer angesehenen schlesischen Familie. Der Vater Wilhelm Friedrich Carl Schmeidler war königlich-preußischer Eisenbahnsekretär in Breslau, die Mutter war Ottilie Methner. Der Bruder Fritz Carl wurde später Magistratssekretär, der Cousin Conrad Schmeidler ebenfalls Musiklehrer und Komponist.
Carl Schmeidler erhielt wahrscheinlich Musikunterricht bei  Franz (oder Theodor Kullak?) und Philipp Scharwenka in Berlin 1876/77. Danach besuchte er die Königliche Hochschule für Musik und von 1880 bis 1882 die Kompositionsklasse an der Akademie der Künste in Berlin.
Seit 1887 unternahm er längere Reisen durch Europa. Von 1890 bis 1895 unterrichtete er am Sternschen Konservatorium in Berlin.
Ab 1906 lehrte Carl Schmeidler am  Schlesischen Konservatorium in Breslau und gab auch Musikunterricht am Johannesgymnasium. 1924 ging er im Alter von 65 Jahren in den Ruhestand.
Carl Schmeidler war verheiratet und hatte sechs Kinder.

## Kompositionen (Auswahl)
Carl Schmeidler komponierte vor allem Lieder, sowie Stücke für Klavier (Pianoforte).
- op. 1 Drei Frühlingslieder für Tenor und Pianoforte
- op. 5 Erinnerung. Sechs kleine Phantasiestücke für Pianoforte, 1890
- op. 7 Alte Träume, Lieder
- op. 13 Concert-Romanze, für Pianoforte
- op. 27 Lieder
- op. 51 Lieder (Am Mühlenrad)